# Flexiseps ornaticeps
Flexiseps ornaticeps — вид сцинкоподібних ящірок родини сцинкових (Scincidae). Ендемік Мадагаскару.

## Поширення і екологія
Flexiseps ornaticeps широко поширені на заході і півдні острова Мадагаскару, а також спостерігалися на сході острова. Вони живуть в сухих тропічних лісах та в прибережних листяних лісах. Зустрічаються на висоті до 700 м над рівнем моря.